# Rivula sericealis
Rivula sericealis là một loài bướm đêm trong họ Erebidae.

## Hình ảnh

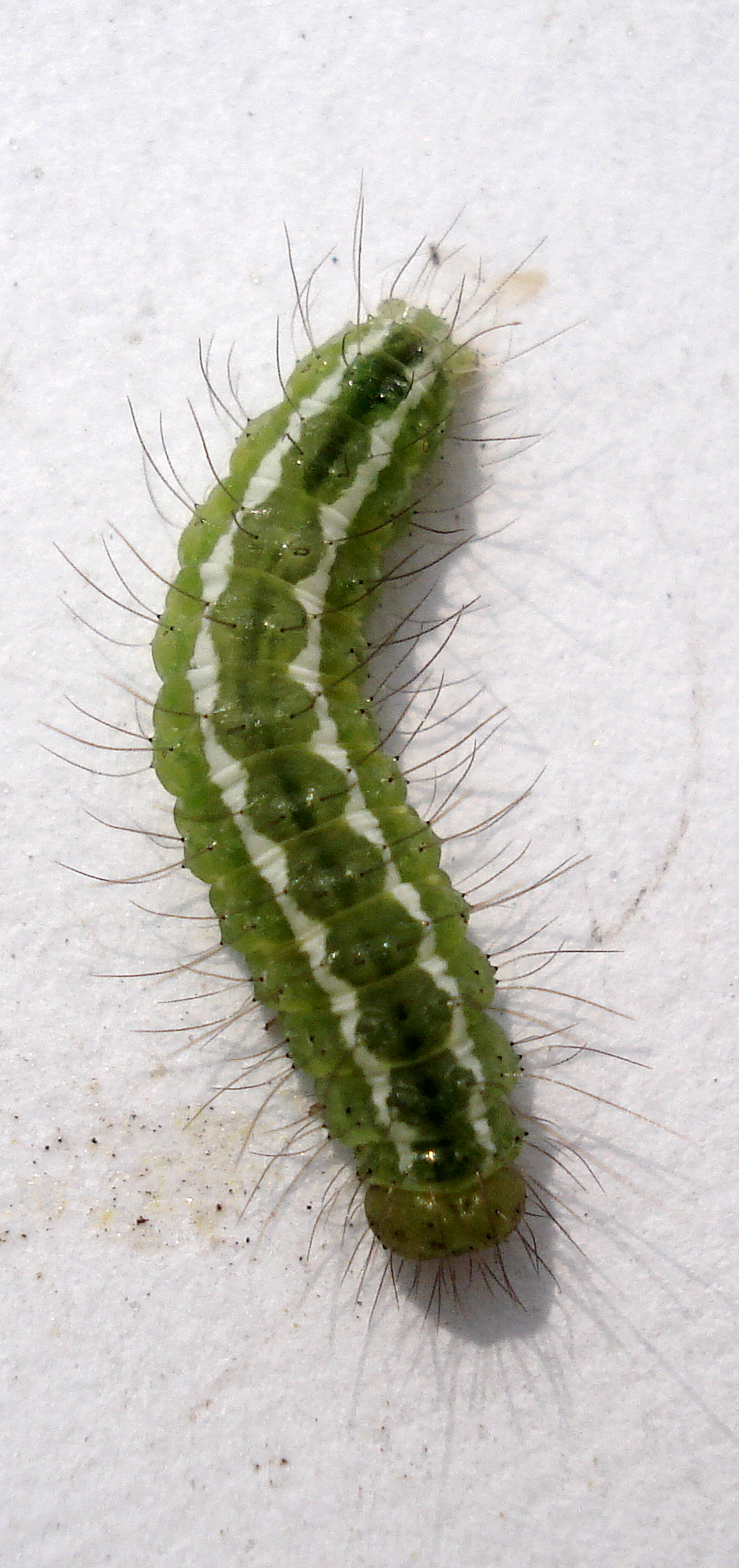
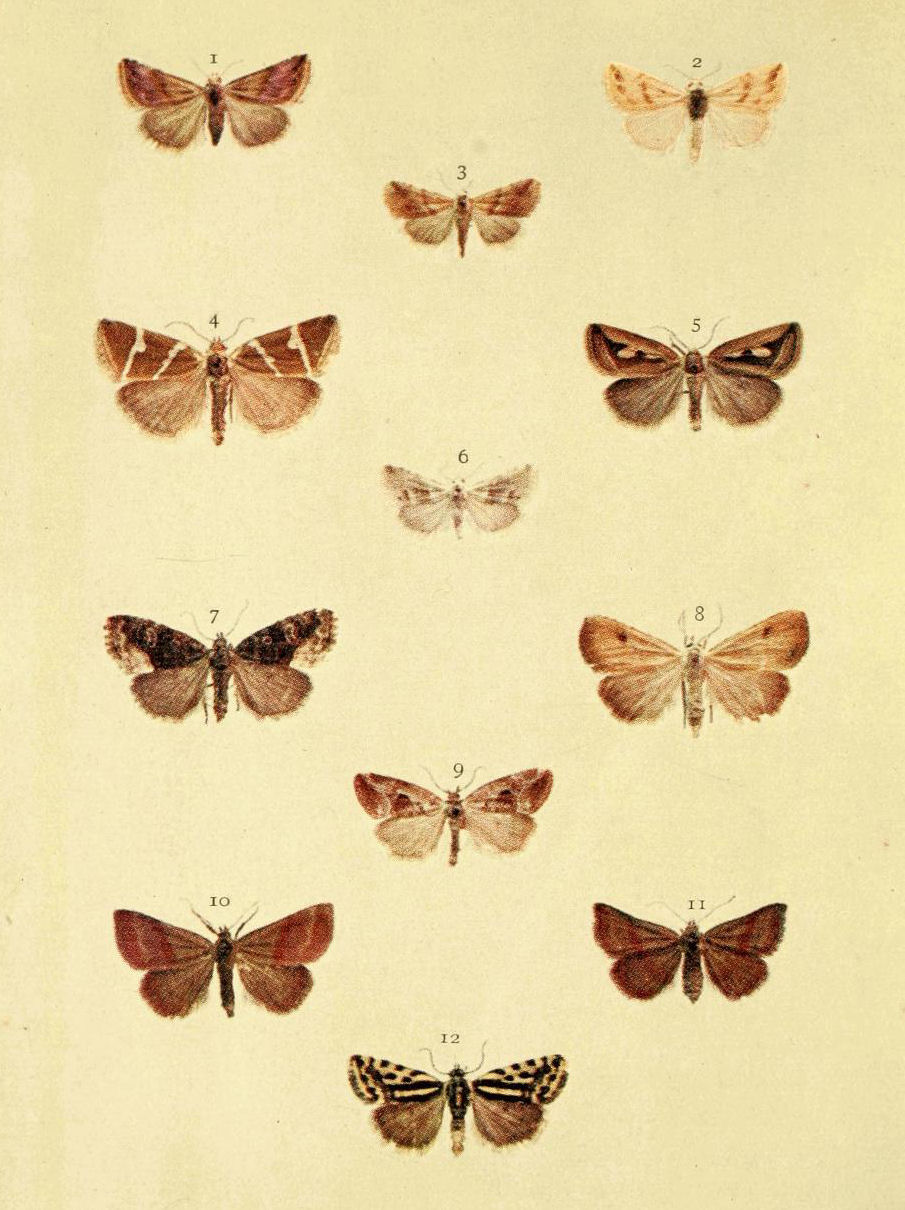
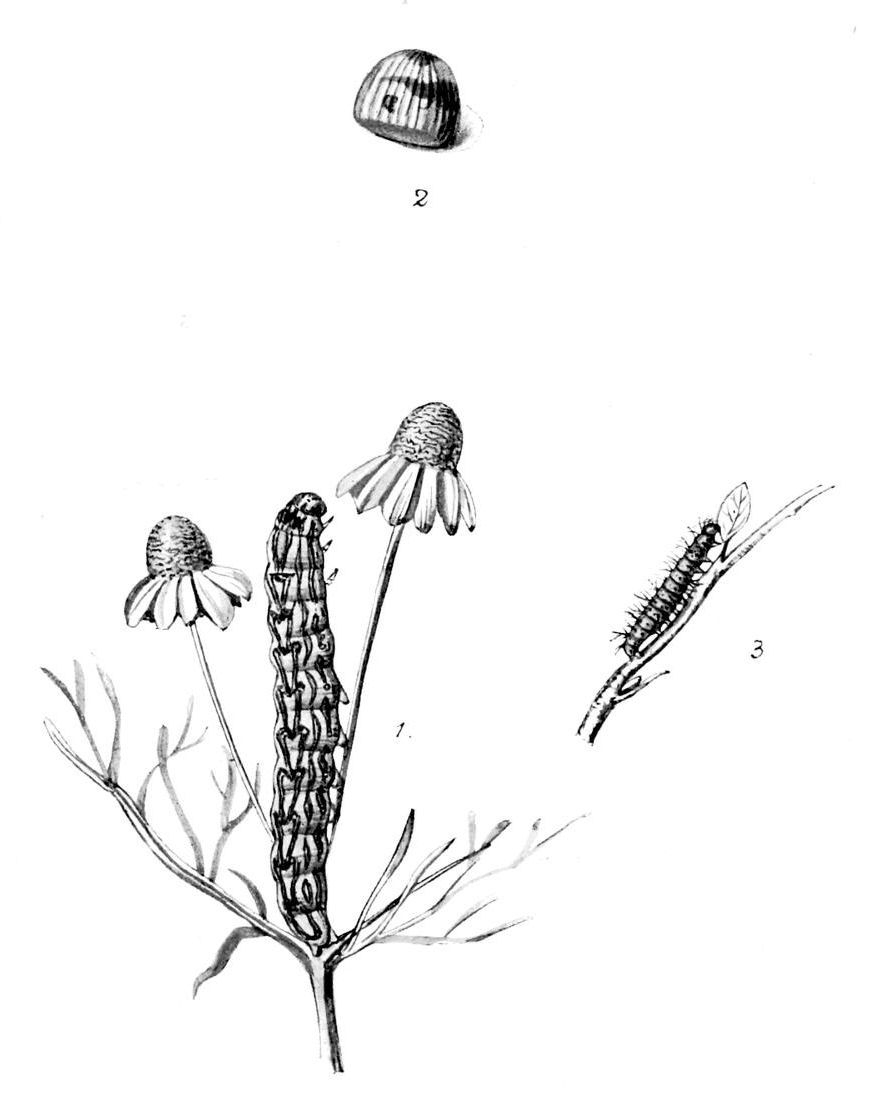
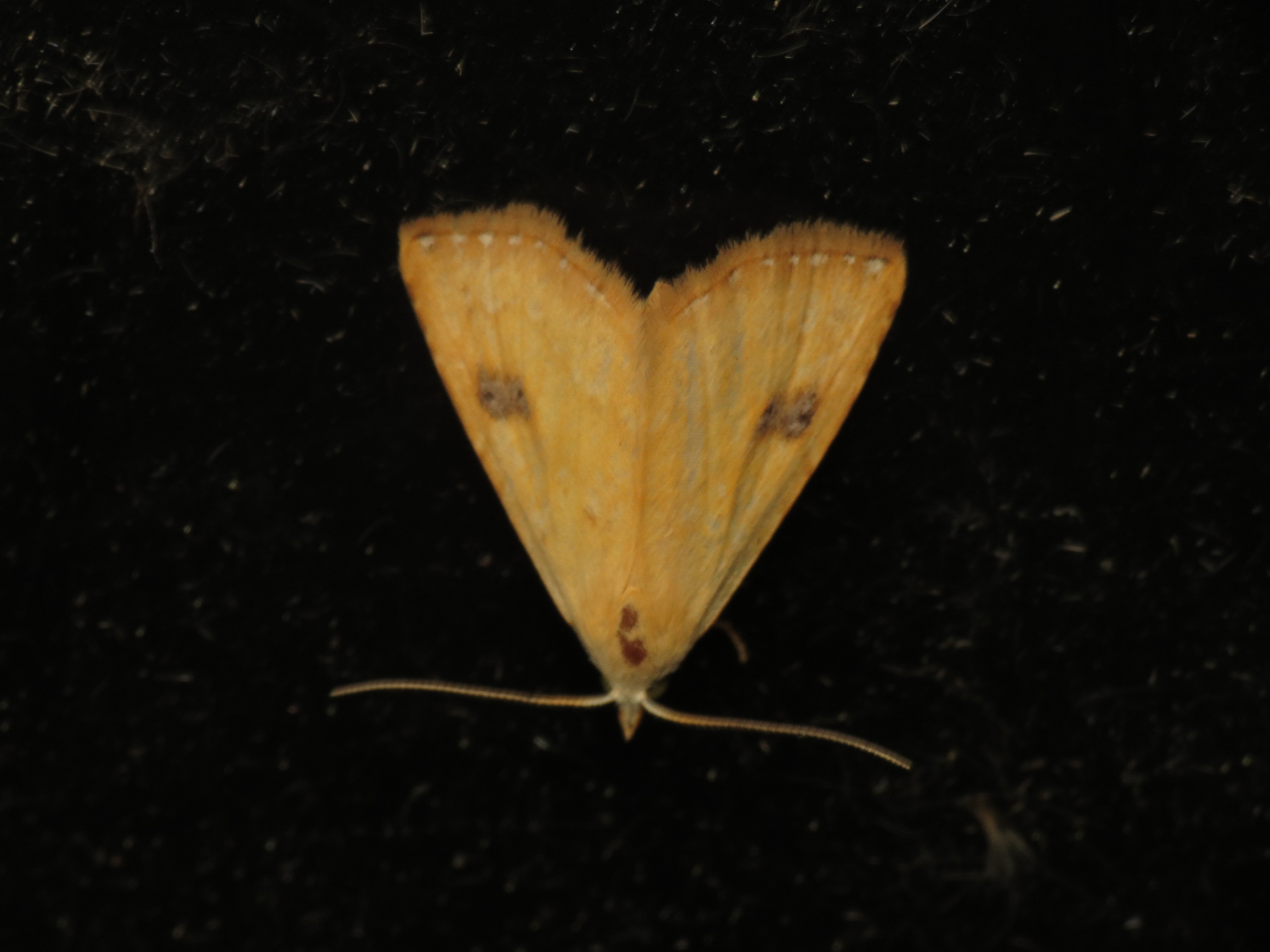